# Wayne Isham
Wayne Isham, född 1958, är en amerikansk musikvideoregissör som har regisserat musikvideor åt ett flertal världsartister. Däribland Bon Jovi, Michael Jackson, Janet Jackson, Roxette, Mötley Crüe, Britney Spears, Kelly Clarkson, Whitesnake, David Cook, Simple Plan, Avenged Sevenfold, Pantera, *NSYNC, Backstreet Boys, Shania Twain, Metallica, Muse, Keith Urban, Godsmack, Leona Lewis, Aaliyah, Pink Floyd, Sheryl Crow, Megadeth, Madonna, Avril Lavigne, Def Leppard, Darius Rucker, Adam Lambert och Nadine Coyle.

## Videografi
1984
- Caught in the Act (kameraman) - Styx

1985
- Smokin' In the Boys Room - Mötley Crüe
- Home Sweet Home - Mötley Crüe

1986
- You Know I Love You… Don't You? - Howard Jones
- You Give Love A Bad Name - Bon Jovi
- Livin' on a Prayer - Bon Jovi
- Turbo Lover - Judas Priest

1987
- Wanted Dead or Alive - Bon Jovi
- Girls, Girls, Girls - Mötley Crüe
- Wild Side - Mötley Crüe
- You're All I Need - Mötley Crüe
- So Emotional - Whitney Houston

1988
- In the Round, in Your Face (concert film) - Def Leppard
- Pour Some Sugar on Me - Def Leppard
- Miracle Man - Ozzy Osbourne
- "Never Givin Up" - The Busboys
- Bad Medicine - Bon Jovi
- Delicate Sound of Thunder (concert film) - Pink Floyd[4]
- Born to Be My Baby - Bon Jovi

1989
- Dr. Feelgood - Mötley Crüe
- I'll Be There for You - Bon Jovi
- Lay Your Hands on Me - Bon Jovi
- 18 and Life - Skid Row

1990
- Now You're Gone - Whitesnake
- Living in Sin - Bon Jovi
- Black Cat - Janet Jackson

1991
- Enter Sandman - Metallica
- Operation: LIVEcrime (concert film) - Queensryche

1992
- Spending My Time - Roxette
- Church Of Your Heart - Roxette
- Symphony of Destruction - Megadeth

1993
- Bed of Roses - Bon Jovi
- Freakit - Das EFX
- Sweating Bullets - Megadeth
- 99 Ways to Die - Megadeth
- Whatzupwitu - Eddie Murphy featuring Michael Jackson

1994
- 5 Minutes Alone - Pantera

1995
- You Are Not Alone - Michael Jackson
- Water Runs Dry - Boyz II Men

1996
- When You Love a Woman - Journey

1997
- Cunning Stunts (concert film) - Metallica

1998
- Miami - Will Smith
- Because of You  -  98 Degrees
- Vuelve - Ricky Martin
- The Cup of Life - Ricky Martin

1999
- I Want It That Way - Backstreet Boys
- Livin' la Vida Loca - Ricky Martin
- Swear It Again (UK version) - Westlife
- S&M - Metallica

2000
- Give Me Just One Night (Una Noche)  -  98 Degrees
- Try Again - Aaliyah
- She Bangs - Ricky Martin
- I Disappear - Metallica
- Bye Bye Bye - 'N Sync
- It's Gonna Be Me - 'N Sync
- It's My Life - Bon Jovi
- Say It Isn't So - Bon Jovi
- Thank You for Loving Me - Bon Jovi

2001
- Pop - 'N Sync
- I'm Not a Girl, Not Yet a Woman - Britney Spears
- Nobody Wants to Be Lonely -- Ricky Martin & Christina Aguilera

2002
- The One You Love - Paulina Rubio

2003
- Frantic - Metallica

2004
- Days Go By - Keith Urban
- Don't! - Shania Twain

2006
- Seize the Day - Avenged Sevenfold
- It Ends Tonight - The All-American Rejects
- Speak - Godsmack

2007
- Non Siamo Soli - Eros Ramazzotti & Ricky Martin
- If That's OK with You - Shayne Ward
- Piece of Me - Britney Spears (Winner of 3 MTV Video Music Awards)

2008
- The Best Damn Thing - Avril Lavigne
- Forgive Me- Leona Lewis
- Your Love Is a Lie - Simple Plan
- Afterlife - Avenged Sevenfold
- In Love with a Girl - Gavin DeGraw
- Light On - David Cook
- Don't Think I Don't Think About It - Darius Rucker
- My Hallelujah Song - Julianne Hough
- Winter Wonderland - Darius Rucker

2009
- My Life Would Suck Without You - Kelly Clarkson
- Broken, Beat & Scarred - Metallica
- It Won't Be Like This for Long - Darius Rucker
- Rusted from the Rain - Billy Talent
- Alright - Darius Rucker
- All The Right Moves - OneRepublic
- Time for Miracles - Adam Lambert
- Resistance - Muse
- Orgullo, Pasión y Gloria: Tres Noches en la Ciudad de México - Metallica

2010
- I Like It - Enrique Iglesias
- Nightmare - Avenged Sevenfold
- Love Left to Lose - Sons of Sylvia
- Beautiful Monster - Ne-Yo
- Champagne Life - Ne-Yo
- Insatiable - Nadine Coyle
- What Do You Got? - Bon Jovi

2011
- Hollywood Tonight - Michael Jackson
- So Far Away - Avenged Sevenfold
- Weird Al Yankovic - Live from the Alpocalypse Tour